# Луњик IX
Луњик IX (слч. Luník IX) је градска четврт Кошица, у округу Кошице II, у Кошичком крају, Словачка Република.

## Становништво
Према подацима о броју становника из 2011. године градско насеље је имало 6.094 становника. Једино је насеље са апсолутном Ромском већином у Словачкој и средњој Европи.